# 프랑수아 봉리외
프랑수아 피에르 필리프 봉리외(프랑스어: François Pierre Philippe Bonlieu, 1937년 3월 21일~1973년 8월 18일)는 프랑스의 은퇴한 알파인 스키 선수이다. 1964년 동계 올림픽에서 남자 대회전 부문 금메달을 획득했다.

## 개인사
누나인 에디트도 프랑스 국가대표 알파인 스키 선수로 활약했으며, 에디트가 1960년 동계 올림픽 알파인 스키 금메달리스트인 장 뷔아르네와 결혼하면서 그의 처남이 되었다.
1973년 8월 16일부터 17일까지 칸에서 발생한 난투극에 휘말려 두개골이 골절된 상태로 발견되었으며, 니스의 병원으로 옮겨졌으나 8월 18일에 사망했다.